# 87년

## 연호
- 후한(後漢) 원화(元和) 3년
- 후한(後漢) 장화(章和) 원년

## 기년
- 후한(後漢) 장제(章帝) 12년
- 신라(新羅) 파사 이사금(婆娑泥師今) 8년
- 고구려(高句麗) 태조대왕(太祖大王) 35년
- 백제(百濟) 기루왕(己婁王) 11년

## 사건
- 음력 7월, 신라의 파사 이사금이 영(令)을 내려 말하였다. "나는 덕이 없으면서도 이 나라를 다스리고 있으며, 서쪽으로는 백제와 이웃하여 있고 남쪽은 가야와 연접해 있다. 나의 덕은 능히 백성을 편안하게 하지 못하고 위엄은 이웃 나라를 두렵게 하기에 부족하니 마땅히 성루(城壘)를 수리하여 침입에 대비하라!" 이 달에 가소성(加召城)과 마두성(馬頭城)의 두 성을 쌓았다.

## 참고 문헌
- 김부식 (1145), 《삼국사기》 <신라본기 제1권 파사 이사금 條>